# حجوجم

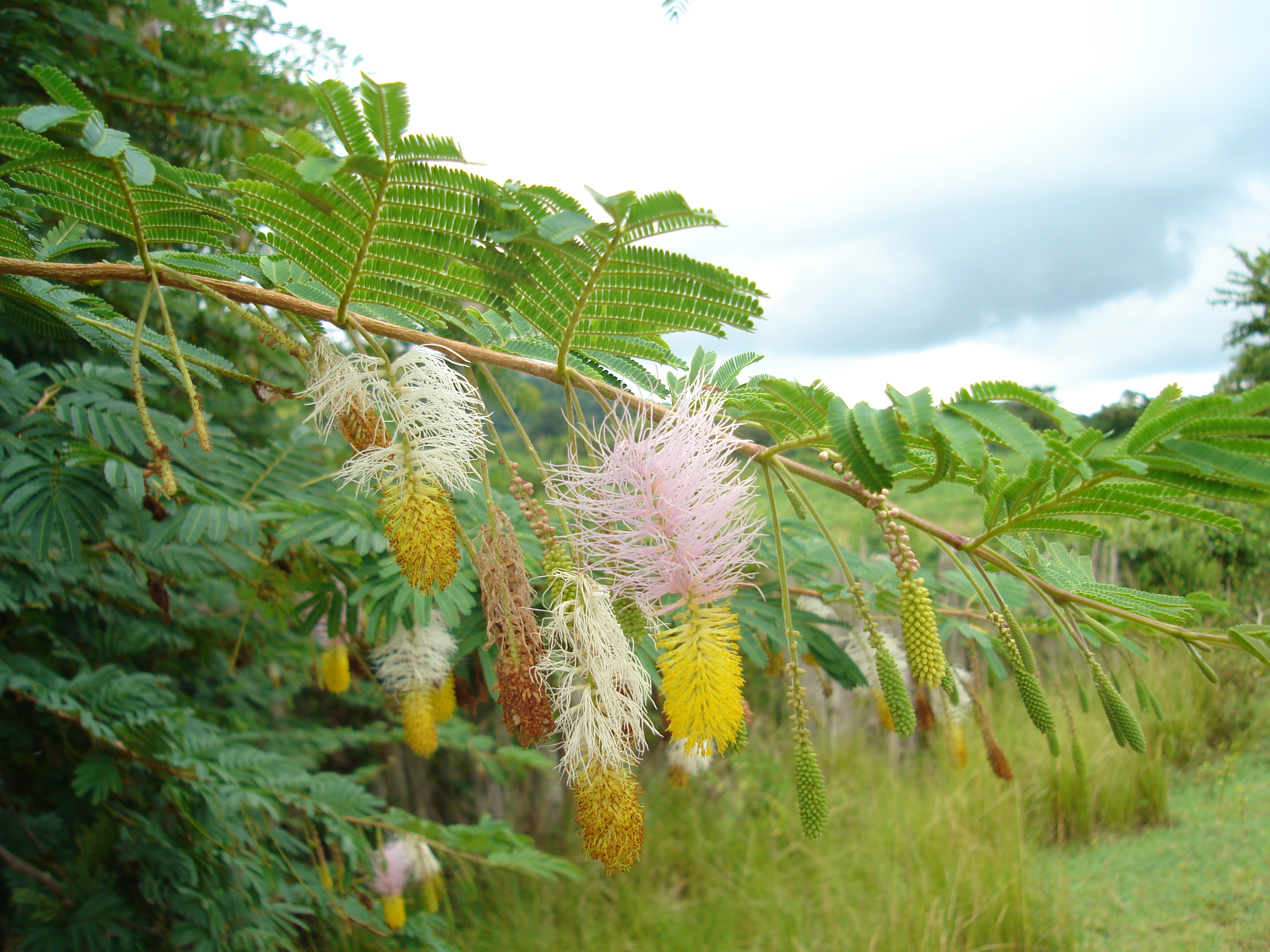
حجوجم رمادي مُزهر

الحَجَوْجَم (الاسم العلمي: Dichrostachys)، جنس نباتات من العالم القديم تنتمي إلى فصيلة البقولية. أوراقها تشبه السنط ذات تركيب ثنائي التريش. على عكس السنط، فإن أشواكها عبارة عن فروع صلبة بدلاً من الأذينة. مواطنها من أفريقيا إلى أستراليا، ولكن مركز تنوعها يوجد في مدغشقر.
الاسم العلمي مشتق من اليونانية القديمة، dis (ثنائي) و stachys (حبة الأذن أو سنبلة)، والتي تشير إلى نوراتها ثنائية اللون.

## الأنواع
- Dichrostachys akataensis أندريه فيليرز
- Dichrostachys arborescens (جورج بينثهام) Villiers
- Dichrostachys bernieriana هنري ارنست بيون
- حجوجم رمادي (L.) روبرت وايت & جورج آرنوت ووكر-آرنوت
- Dichrostachys dehiscens Balf. f.
- Dichrostachys dumetaria Villiers
- Dichrostachys kirkii Benth.
- Dichrostachys paucifoliolata (Scott-Elliot) إيمانويل دريك دل كاستيلو
- Dichrostachys pervilleanus (Baill.) Drake
- Dichrostachys richardiana Baill.
- Dichrostachys santapaui Sebast. & Ramam.
- Dichrostachys scottiana (Drake) Villiers
- Dichrostachys spicata (فرديناند فون مولر) كارل دومين
- Dichrostachys tenuifolia Benth.
- Dichrostachys unijuga جون غيلبرت بيكر
- Dichrostachys venosa Villiers